# Liste de caprices et capricci en musique
 (mars 2023).
Si vous disposez d'ouvrages ou d'articles de référence ou si vous connaissez des sites web de qualité traitant du thème abordé ici, merci de compléter l'article en donnant les références utiles à sa vérifiabilité et en les liant à la section « Notes et références ».
Ce qui suit est une liste chronologique d'œuvres musicales composées sous la forme du capriccio (caprice en français) ou dont un mouvement est qualifié de capriccioso. 

## XVIIesiècle
- Capriccio stravagante pour deux violons, trois violes, théorbe et clavecin (1627) de Carlo Farina
- Capricci armonici da chiesa e da camera, op. 4, per violino e basso continuo (1678) de Giovanni Buonaventura Viviani

## XVIIIesiècle
- Capriccio sopra la lontananza del suo fratello dilettissimo de Johann Sebastian Bach (1704)
- Capriccio en do majeur pour piano, K. 395, de Mozart (1777)
- 42 études ou caprices pour violon seul de Rodolphe Kreutzer (vers 1796)
- Rondo a capriccio, titre original du rondeau pour piano Colère pour un sou perdu de Ludwig van Beethoven (1795)

## XIXesiècle
- Vingt-quatre Caprices pour violon solo de Niccolò Paganini (entre 1802 et 1817)
- Capriccio, ossia Sinfonia per studio et Capriccio pour piano à quatre mains de Vincenzo Bellini (avant 1825)
- Trente caprices pour clarinette solo d'Ernesto Cavallini
  - Op.1 : six premiers caprices (1827)
  - Op.2 : caprices suivants (1837)
  - Op.3-5 : caprices suivants (1840)
  - Les 30 caprices ont été réunis et publiés en 1904 par la maison d'édition Ricordi.
- Rêverie et caprice d'Hector Berlioz (1840)
- Capriccio pour piano de Piotr Ilitch Tchaïkovski (1870)
- Capriccio italien de Piotr Ilitch Tchaïkovski (1880)
- Capriccio espagnol de Nikolaï Rimski-Korsakov (1887)
- Caprice sur des airs danois et russes op. 79 pour flûte, hautbois, clarinette et piano de Camille Saint-Saëns (1887)
- Capricho árabe pour guitare classique de Francisco Tárrega
- Valses-caprices pour piano de Gabriel Fauré

## XXesiècle
- Capriccio pour piano (main gauche) et sept instruments à vent de Leoš Janáček (1926)
- Capriccio de Berthold Goldschmidt (1927)
- Capriccio pour piano et orchestre d'Igor Stravinsky (1929)
- Capriccio pour dix instruments de Jacques Ibert (1938)
- Capriccio de László Lajtha (1944)
- Capriccio pour clarinette solo de Heinrich Sutermeister (1946)
- Due capricci pour piano de György Ligeti (1947)
- Capriccio variato sul thema del Carnivale di Venezia, en si bémol majeur, pour clarinette et orchestre d'Alamiro Giampieri (1948)
- Capriccio pour flûte, hautbois, clarinette, basson et piano de Fumio Hayasaka (1949)
- Vlaamse Capriccio de Willy Ostijn (1953)
- Capriccio pour harpe et orchestre à cordes de Walter Piston (1963)
- Capriccio pour hautbois et 11 cordes de Krzysztof Penderecki (1964)
- Capriccio pour violon et piano de Boris Tichtchenko (1965)
- Capriccio pour violon et orchestre de Krzysztof Penderecki (1967)
- Capriccio per Siegfried Palm pour violoncelle de Krzysztof Penderecki (1968)
- Capriccio burlesco de William Walton (1968)
- Concert capriccio pour harpe et orchestre de Xavier Montsalvatge (1975)
- Capriccio pour viola et 24 instruments de Aldo Clementi (1980)
- Capriccio pour tuba de Krzysztof Penderecki (1980)
- Capriccio, detto l'Ermafrodita pour clarinette de Claudio Ambrosini (1983)
- Capriccio pour violon seul de Berthold Goldschmidt (1992)
- Capriccio pour piano et orchestre à cordes de Lorenzo Ferrero (1996)
- Capriccio pour clarinette seule d'Éric Tanguy (2003)
- Capriccio pour piano et orchestre de Osvaldas Balakauskas (2004)
- Capriccio pour violoncelle et orchestre d'Ernst Křenek
- Capriccio jazz de Jorma Panula
- Capriccio pour flûte et piano de Grigori Voronov